# 殷璽
殷璽（いんじ）とは、中国の殷墟（河南省安陽市殷都区）から出土したとされる古銅印である。もしその通りならば中国最古の印章となるが、その出土状況が不明であるため殷（商）代の作品とすることに疑義を唱える学者が多い。

## 概略
発掘された3顆の銅印は学術的な発掘によったものではなく北京の古物商から購入されたために出土状況が一切わからず、殷代以降の新しい地層から発掘された可能性が否定できない。また殷時代の遺跡の発掘調査は1928年から、この安陽の殷墟以外にも洛陽、鄭州などで繰り返し行われているが、印章はまったく見つかっていない。甲骨文や金石文にも印章を表す文字がない。さらに殷を継いだ周王朝の初期から中期の遺跡からも印章は見つかっていない。以上のことから殷代の印章ではないとする見方が多勢を占めている。
形状は3つともに2 - 3センチ大の方形で背に簡単な鼻鈕がある。印文はすべて陽刻され、枠つきもある。ひとつは四等分された枠に文字が置かれ、「□□印省」と解読されている。すでに古璽の形式を整えているが、文字そのものは殷時代の青銅器の図章に酷似している。
現在、台湾国立故宮博物院に所蔵されている。